# Bless (гра)
Bless (Корейська: 블레스) — багатокористувацька онлайнова рольова гра, випущена Neowiz Games в 2016 році. Гра зроблена на ігровому рушієві Unreal Engine 3 і перша використовує технологію відображення пейзажів, розроблену Epic Games для Neowiz.
Дії  Bless  відбуваються у всесвіті середньовічного фентезі. Основний сюжет описує десятирічну війну між двома фракціями. Гравці можуть вибрати расу свого персонажа і клас, причому раса визначає фракцію.

## Ігровий процес

### Основи
Події відбуваються у відкритому світі з багатьма кліматичними зонами. Гравці відіграють у ньому роль воїнів, обираючи для них расу та клас, при цьому раса визначає, до якої фракції з двох протиборчих фракцій вони приєднаються. Рольові сценарії, що залежать від фракції та раси, сприяють розвитку персонажів і спонукають подорожувати світом, борючись з ворогами. Гравці можуть також боротися між собою, або приєднуватися до облоги замків противників, щоб просунути свою фракцію. Перемоги в облогах дають нові завдання та винагороджуються ресурсами. 
Персонажі володіють активними та пасивними навичками, а також стійками, що дають тимчасові посилення. При виборі героя пропонується обрати спосіб наведення на ціль: автоматичну (на найближчого ворога) або ручну. Персонажі можуть володіти тваринами, на яких їздити верхи або отримувати від них посилення. Майже кожну істоту світу гри можна приручити, за винятком босів, боротьба з якими відбувається групами.

### Ігрові раси і класи
При створенні персонажа гравець може вибрати з восьми рас і восьми класів. Всі ігрові раси розбиті на дві протиборчі фракції —  Гієрон (північ) і Союз (південь). З виходом оновлень на серверах (японською, корейською) склад рас в обох сторонах змінився, Федайїн приєдналися до  Гієрон, а Союз розширився новою расою — Ібліс.
Гієрон включає такі раси: Габічти, Лісові ельфи, Люфуси, Федайїн, Маску.
Союз: Амістад, Водні ельфи, Пантера, Ібліси, Сирени.
У таблиці нижче представлені можливі комбінації рас і класів (до поновлення).
| Фракція | Раси         | Класи | Класи   | Класи   | Класи | Класи    | Класи  | Класи  | Класи  |
| Фракція | Раси         | Страж | Берсерк | Паладин | Маг   | Слідопит | Вбивця | Варлок | Містик |
| ------- | ------------ | ----- | ------- | ------- | ----- | -------- | ------ | ------ | ------ |
| Гієрон  | Габічти      | Так   | Так     | Так     | Так   | Так      | Так    | Так    | Так    |
| Гієрон  | Люфуси       | Так   | Так     | Ні      | Ні    | Так      | Ні     | Ні     | Ні     |
| Гієрон  | Лісові ельфи | Так   | Ні      | Так     | Так   | Так      | Так    | Ні     | Ні     |
| Гієрон  | Маску        | Так   | Так     | Так     | Так   | Так      | Так    | Так    | Так    |
| Союз    | Амістад      | Так   | Так     | Так     | Так   | Так      | Так    | Так    | Так    |
| Союз    | Пантера      | Так   | Так     | Ні      | Ні    | Так      | Так    | Ні     | Ні     |
| Союз    | Водні ельфи  | Так   | Ні      | Так     | Так   | Так      | Так    | Ні     | Ні     |
| Союз    | Маску        | Так   | Так     | Так     | Так   | Так      | Так    | Так    | Так    |

### Класові ролі
Частиною ігрового процесу є проходження підземель, для чого гравці можуть об'єднуватися в групи по 5 осіб. Ефективність дій групи досягається шляхом поділу гравців у групі на 3 різні ролі:
- Боєць («ДД», англ. Damage Dealer) — спеціалізується на швидкому завданні шкоди на ближній або дальній дистанції;
- Танк («Танк», англ. Tank) — зосереджений на прийнятті атак на себе задля прикривання інших персонажів;
- Лікар («Хілер», англ. Healer) — лікування соратників і їх посилення;

Так, для проходження підземелля з 5 гравців, група складається з одного танка, одного лікаря і трьох бійців.
У кожного класу є закріплена за ним класова роль.
- Страж — боєць ближнього бою, «танк» (боєць в групі або рейді, який приймає більшість атак противника на себе). Носить кольчужні і (з 30-го рівня) панцерні обладунки, меч і щит.
- Берсерк — боєць ближнього бою, «дд» (спеціалізується на нанесенні по області (AOE — «Area Of Effect») навколо і перед собою). Носить кольчужні і (з 30-го рівня) панцерні обладунки, дворучну сокиру.
- Асасин — боєць ближнього бою, «дд» (спеціалізується на завданні шкоди за короткий час по одиничній цілі або постійній атаці отрутою по декількох цілях). Здатний ставати невидимим. Носить легку броню і кинджал в кожній руці (права рука основна).
- Маг — боєць далекого бою, «дд» (спеціалізується на прямомій атаці по площі). Використовує сили стихій води, вогню, електрики і повітря. Носить тканинні обладунки та посох.
- Слідопит — боєць далекого бою, «дд» (спеціалізується на атаці по одній цілі, але також здатний завдавати атаки по площі). Носить шкіряні обладунки та лук.
- Паладин — лікар, «хіл» (спеціалізується на лікуванні союзників і посиленні). Носить панцерні обладунки, щит і булаву.
- Містик — лікар, «хіл» (спеціалізується на лікуванні союзників і посиленні). Носить тканинні обладунки та посох.

Клас Чорнокнижник (маг ментальних атак) і Прикликач анонсовані, але не були доступні для гравців.

## Історія
19 квітня 2016 стало відомо, що видавцем західного клієнта MMORPG Bless стане компанія Aeria Games.
25 травня 2017 року ігрові сервера були закриті на території Росії і країн СНД.
Запуск російськомовного сервера призначений на 2018 рік. Поширення гри здійснюється на основі Steam.
Проект закрився 9 вересня 2019 року.